# Blaževac (Republika Serbska)
Blaževac (cyr. Блажевац) – wieś w Bośni i Hercegowinie, w Republice Serbskiej, w gminie Pelagićevo. W 2013 roku liczyła 318 mieszkańców.